# Теория отталкивания электронных пар
Теория отталкивания электронных пар валентной оболочки (ОЭПВО) — один из подходов в химии, необходимый для объяснения и предсказания геометрии молекул. Согласно этой теории молекула всегда будет принимать форму, при которой отталкивание внешних электронных пар минимально (принцип минимума энергии).

## История
В 1940 г. Н. Сиджвик и Г. Пауэлл предложили модель отталкивания электронных пар, которая впоследствии была развита (1957) Р. Гиллеспи и Р. Найхолмом.
Основные идеи этого подхода, приложимого только к соединениям непереходных элементов, сводятся к следующему:
1. Конфигурация связей многовалентного атома (или иона) обусловливается исключительно числом связывающих и несвязывающих электронных пар в валентной оболочке центрального атома.
2. Ориентация облаков электронных пар валентных орбиталей определяется максимальным взаимным отталкиванием заполняющих их электронов.

## Описание
Если бы природа сил взаимного отталкивания электронных пар имела чисто электростатический характер, эти силы определялись бы соотношением ({\displaystyle r^{-n}}), где {\displaystyle n=2}. Однако кроме электростатического взаимодействия электронные пары на разных локализованных молекулярных орбиталях (ЛМО) испытывают отталкивание ещё в силу действия принципа Паули, поэтому в выражении для сил {\displaystyle F\thicksim 1/r^{n}} {\displaystyle (1)}, где {\displaystyle r} — расстояние между «центрами тяжести» облаков электронных пар ЛМО, {\displaystyle n\rightarrow \infty }.
Задача поиска расположения центров облаков электронных пар, расталкивающихся в соответствии с {\displaystyle (1)} при равных для всех пар величинах {\displaystyle r}, эквивалентна задаче размещения нескольких частиц на поверхности сферы при их максимальном удалении друг от друга. Эта задача решается строго для числа частиц от 2 до 12 и дает следующий результат:
Таблица 1. Конфигурация связей центрального атома А в зависимости от числа электронных пар q на его валентных орбиталях.
| q  | Конфигурация                                            |
| -- | ------------------------------------------------------- |
| 2  | Линейная                                                |
| 3  | Равносторонний треугольник                              |
| 4  | Тетраэдр                                                |
| 5  | Тригональная бипирамида                                 |
| 6  | Октаэдр                                                 |
| 7  | Октаэдр с дополнительной вершиной                       |
| 8  | Квадратная антипризма                                   |
| 9  | Треугольная призма с тремя дополнительными вершинами    |
| 10 | Квадратная антипризма с двумя дополнительными вершинами |
| 11 | Икосаэдр без одной вершины                              |
| 12 | Икосаэдр                                                |

В таблице 1 в число q входят электронные пары как на связывающих ЛМО, так и на несвязывающих, то есть неподеленные электронные пары. Гиллеспи ввел для связывающих электронных пар обозначение X, а для несвязывающих — Е. С учетом этих обозначений можно следующим образом представить геометрическую конфигурацию молекул типа AXnEm. Как видно из данных таблицы 2 (приведены некоторые примеры), в рамках теории ОЭПВО для определения топологии связей центрального атома в молекулах, образованных непереходными элементами, необходимо только сосчитать число электронных пар на связывающих и несвязывающих орбиталях и разместить их на осях соответствующего многогранника.
Таблица 2-3. Геометрия структуры молекул типа AXnEm без кратных связей.
| Общее число электронных пар. | Геометрия                      | Геометрия                       | Геометрия                       | Геометрия                       |
| Общее число электронных пар. | 0 неподелённых электронных пар | 1 неподелённая электронная пара | 2 неподелённые электронные пары | 3 неподелённые электронные пары |
| ---------------------------- | ------------------------------ | ------------------------------- | ------------------------------- | ------------------------------- |
| 2                            | Линейная                       |                                 |                                 |                                 |
| 3                            | Равносторонний треугольник     | Искажённая                      |                                 |                                 |
| 4                            | Тетраэдр                       | Тригональная пирамида           | Искажённая                      |                                 |
| 5                            | Тригональная бипирамида        | Дисфеноид                       | Т-форма                         | Линейная                        |
| 6                            | Октаэдр                        | Квадратная пирамида             | Плоский квадрат                 |                                 |
| 7                            | Пентагональная бипирамида      | Пентагональная пирамида         | Пятиугольник                    |                                 |

| Тип молекулы | Конфигурация               | Расположение электронных пар† | Геометрия‡ | Примеры                  |
| ------------ | -------------------------- | ----------------------------- | ---------- | ------------------------ |
| AX1E0        | Двухатомная                |                               |            | HF, O2                   |
| AX2E0        | Линейная                   |                               |            | BeCl2, HgCl2, CO2        |
| AX2E1        | Искажённая                 |                               |            | NO2−, SO2, O3            |
| AX2E2        | Искажённая                 |                               |            | H2O, OF2                 |
| AX2E3        | Линейная                   |                               |            | XeF2, I3−                |
| AX3E0        | Равносторонний треугольник |                               |            | BF3, CO32−, NO3−, SO3    |
| AX3E1        | Тригональная пирамида      |                               |            | NH3, PCl3                |
| AX3E2        | Т-образная                 |                               |            | ClF3, BrF3               |
| AX4E0        | Тетраэдр                   |                               |            | CH4, PO43−, SO42−, ClO4− |
| AX4E1        | Дисфеноид («Качели»)       |                               |            | SF4                      |
| AX4E2        | Плоскоквадратная геометрия |                               |            | XeF4                     |
| AX5E0        | Тригональная бипирамида    |                               |            | PCl5                     |
| AX5E1        | Квадратная пирамида        |                               |            | ClF5, BrF5               |
| AX5E2        | Пятиугольник               |                               |            | XeF5-                    |
| AX6E0        | Октаэдр                    |                               |            | SF6                      |
| AX6E1        | Пентагональная пирамида    |                               |            | XeOF5-, IOF52-           |
| AX7E0        | Пентагональная бипирамида  |                               |            | IF7                      |

† Расположение электронных пар, включая свободные (помечены жёлтым цветом)
‡ Геометрия (без свободных электронных пар)

## Развитие теории ОЭПВО и примеры
1. Неподеленная электронная пара занимает больший объем, чем пара электронов на орбитали, участвующей в образовании одинарной связи. Сила отталкивания электронных пар в данной валентной оболочке понижается в следующем порядке: неподеленная пара — неподеленная пара (Е — Е) > неподеленная пара — связывающая пара (Е—X) > связывающая пара — связывающая пара (X—X).
Это допущение вытекает из таких простых аргументов, как то, что неподеленная электронная пара находится в поле только одного положительного атомного остова и, следовательно, более диффузна, чем связывающая электронная пара, испытывающая сжатие полем зарядов двух атомных остовов. Отсюда следует вывод, что в серии изоэлектронных молекул (то есть содержащих равное число электронных пар в валентной оболочке) неподеленная пара, заменяя связывающую электронную пару, стремится занять больше пространства вокруг атома. Это уменьшает валентные углы между связями, например, в ряду

Аналогичное объяснение имеют отклонения от полностью симметричной ориентации связей в молекуле типа АХ5Е, АХ4Е, АХ3Е2.
Поскольку отталкивания электронных пар типа Е — X доминируют по сравнению с отталкиваниями X—X, валентные углы ХАХ несколько сжаты:
:  
В прямой связи с данными об эффективных объемах связывающих и неподеленных электронных пар находится такое важное следствие, как положение о том, что в молекулах типа АХ4Е, АХ3Е2, АХ2Е3, геометрическая форма которых производится от структуры тригональной бипирамиды, электронные пары всегда занимают экваториальные положения (см. Таблица 2-3)
  
Это объясняется тем, что в структуре h имеются только два невыгодных Е—Х-взаимодействия электронных пар, когда их оси составляют угол 90°. В структуре i (топомерной h) таких невыгодных взаимодействий три.
2. Объем электронной пары, участвующей в образовании связи, уменьшается с увеличением электроотрицательности лиганда.
Более электроотрицательный лиганд сильнее притягивает общее электронное облако связывающей пары, что можно представить как дополнительное сжатие этого облака. Данная электронная пара будет более удалена от центрального атома и испытывает меньшее отталкивание со стороны других соседних электронных пар. Все это поведет к тому, что валентные углы, составляемые связями центрального атома с наиболее электроотрицательными лигандами, должны иметь наименьшие значения.
Эффект влияния изменения электроотрицательности лигандов на валентные углы связей иллюстрируется сравнением молекул NH3 и NF3. Большая электроотрицательность фтора уменьшает размеры пары на связи N—F, в результате углы FNF составляют всего 102°, что на 5° меньше, чем углы HNH в аммиаке. Такая же тенденция наблюдается в ряду РI3 (102°), РВr3 (101,5°), РСl3 (100,3°), РF3(97,8°).
Интересный пример — молекула (СН3)2РF3.

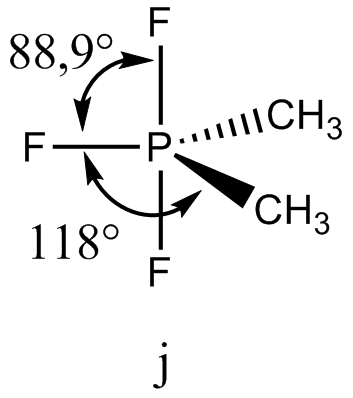

 Валентные углы в этой молекуле уменьшаются в порядке СРС > СРF > FPF, соответствующем порядку возрастания электроотрицательности лигандов.

Если рассматривать неподеленную электронную пару как некий воображаемый лиганд (фантом-лиганд) с предельно малой электроотрицательностью, правила 1 и 2 обобщаются.
1. Две электронные пары двойной связи или три электронные пары тройной связи занимают больший объем, чем электронная пара одинарной связи.
Это правило является основным при рассмотрении геометрической структуры молекул, содержащих кратные связи. Как и для остальных молекул, определение конфигурации связей центрального атома основывается на выделении электронных пар σ-связей и неподеленных электронов. Электроны π-связей на этой стадии не учитываются. Так, например, чтобы определить форму молекулы SО2 (k), необходимо учесть, что из шести электронов в валентной оболочке серы два расходуются на образование двух π-связей. Из оставшихся четырех два образуют с неподеленными электронами кислородных атомов сигма-связи, а два остаются в виде неподеленной пары. Таким образом, необходимо учесть относительную ориентацию облаков трех электронных пар, что в согласии с данными табл. 4 ведет к угловой конфигурации.

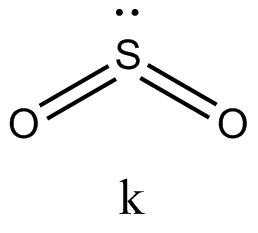

В табл. 5 представлены данные о геометрической структуре широкого ряда молекул непереходных элементов с кратными связями. Так как кратная связь содержит более чем одну электронную пару, её электронное облако занимает большее пространство, чем электронная пара ординарной связи. Размер электронного облака двойной связи по сравнению с размером орбитали неподеленной электронной пары недостаточно определен. Обычно их размеры принимают равными. Больший размер кратной связи виден из примеров молекул типа Х2СО и Х2С=СН2, пирамидальных молекул типа Х2SO, тетраэдрических молекул типа РОХ3. Из табл. 5 видно, что угол ХСХ всегда меньше 120°, угол ХS0 больше угла ХSХ.
Таблица 4. Геометрическая структура молекул непереходных элементов, содержащих кратные связи.

| Общее число электронных пар σ-орбиталей и несвязывающих орбиталей | Число σ-связей | Число неподеленных пар | Конфигурация связей                   | Примеры |
| ----------------------------------------------------------------- | -------------- | ---------------------- | ------------------------------------- | ------- |
| 2                                                                 | 2              | 0                      | Линейная                              | ,       |
| 3                                                                 | 3 2            | 0 1                    | Треугольная Угловая                   | ,       |
| 4                                                                 | 4 3 2          | 0 1 2                  | Тетраэдрическая Пирамидальная Угловая | ,       |
| 5                                                                 | 5 4            | 0 1                    | Тригональная бипирамида Бисфеноидная  |         |
| 6                                                                 | 6              | 0                      | Октаэдрическая                        |         |

Важно подчеркнуть, что выводы теории ОЭПВО о геометрическом строении молекул легко экстраполируются на более сложные молекулы и ионы, чем рассмотренные в табл. 2-5. В каждом случае необходимо выделить фрагмент, содержащий центральный атом, координирующий около себя другие атомы или их группировки, и установить число и тип окружающих данный атом электронных пар. Таким образом, нетрудно определить, например, структуру молекулы Р4. Каждый атом фосфора в ней имеет три соседа и, кроме того, сохраняет одну неподеленную электронную пару. Следовательно, должна реализоваться тетраэдрическая конфигурация осей электронных пар, отвечающая молекулярной структуре l:
 
| Молекула  | Угол, град | Угол, град | Молекула | Угол, град | Угол, град   |
| Молекула  | XCX        | CXO        | Молекула | XCX        | XCC          |
| --------- | ---------- | ---------- | -------- | ---------- | ------------ |
| F2CO      | 108,0      | 126        | H2CH=CH2 | 116,8      | 122          |
| CH3COF    | 110        | 128; 122   | H2C=CHF  | 115,4      | 123,3; 120,9 |
| Cl2CO     | 111,3      | 124,3      | H2C=CF2  | 109,3      | 125,3        |
| H2CO      | 115,8      | 122,1      | H2C=CCl2 | 114        | 123          |
| (NH2)2CO  | 118        | 121        | F2C=CH2  | 110        | 125          |
| (NH2)2CS  | 116        | 122        | F2C=CFCl | 114        | 123          |
| Молекула  | XSX        | XSO        | Молекула | XPX        | XPO          |
| F2SO      | 92,8       | 106,8      | POF3     | 101,3      | 113          |
| Br2SO     | 96         | 108        | POCl3    | 103,3      | 112          |
| (CH3)2SO  | 100        | 107        | POBr3    | 108        | 110          |
| (C6H5)2SO | 97,3       | 106,2      | PSF3     | 100,3      | 113,8        |

Таким же образом приходим к пирамидальной конфигурации связей атома селена (m) в полимерном диоксиде селена (SeO2)n, угловой структуре полимерной цепи кристалла НF (n). Положения теории ОЭПВО полезны при определении строения не только стабильных молекул и ионов, но также для описания относительной ориентации групп в метастабильных комплексах и даже переходных состояниях реакций присоединения, замещения. Так, например, в полном согласии с данными строгих расчетов предсказывается тригонально-бипирамидальное строение переходного состояния в реакции бимолекулярного замещения на sp3-углеродном центре:

Действительно, пять электронных пар, окружающих центральный атом углерода в переходном состоянии реакции замещения, обусловливает его структуру p.

## Недостатки теории ОЭПВО и отклонения от её предсказаний
Как и всякая приближенная теория, основанная на той или иной модели, теория ОЭПВО сталкивается с рядом трудностей, предопределенных недостатками модели, лежащей в её основе. Укажем на некоторые из них.
1 Как было отмечено в предыдущих разделах, теория приложима к описанию строения молекул только непереходных элементов, то есть элементов, не имеющих не полностью заполненные внутренние электронные оболочки. Дело в том, что наличие таких оболочек, например d-электронов в атомах переходных элементов, приводит к отклонениям от сферической симметрии распределения электронов остова. Это, в свою очередь, ведет к тому, что распределение облаков электронных пар в пространстве относительно центрального атома не подчиняется точно соотношению (1). Эти отклонения особенно заметны при значительном количестве (6—9) электронов в d-оболочках переходных элементов.
2 Участие d-орбиталей в связях, образуемых элементами низших периодов, также приводит к отклонениям от ожидаемой на основании представлений теории ОЭПВО геометрии. Хорошо известным примером являются угловые искажения молекул галогенидов щелочноземельных металлов. Эти отклонения иллюстрируются в табл. 6.
Таблица 6. Конфигурация связей в молекулах галогенидов щелочноземельных металлов МХ2 (л — линейная, у — угловая конфигурации)
|    | F | Cl | Br | I |
| Be | л | л  | л  | л |
| Mg | у | л  | л  | л |
| Ca | у | л  | л  | л |
| Sr | у | у  | л  | л |
| Ba | у | у  | у  | у |

Причины этих отклонений вызваны изменениями в типе орбиталей центрального атома, образующих связи с галогенами, переходом от sp-типа к sd-типу по мере возрастания порядкового номера элемента и электроотрицательности лиганда. Теория ОЭПВО в отличие от представлений ЛМО и теории гибридизации АО не учитывает прямо тип орбиталей электронных пар, что и не позволяет учесть отдельные тонкие различия.
3 В соединениях типа АХ6Е и других с высоким координационным числом центрального атома неподеленная электронная пара является стереохимически инертной и структура соответствует конфигурации, получаемой без учета электронной пары Е. Так, анионы SbCl63-, ТеСl62- имеют октаэдрическое строение, хотя они, как и гексафторид ксенона ХеF6, содержат в валентной оболочке по семь электронных пар. Однако ХеF6 имеет в согласии с теорией ОЭПВО структуру неправильного октаэдра (табл. 3), тогда как в указанных анионах все связи равноценны. Другой пример — Сs2[XeF8]2-Анион этой соли, в котором центральный атом окружен девятью электронными парами, вопреки ожиданиям теории имеет строение квадратной антипризмы. Причина отмеченных отклонений состоит в том, что одна из валентных электронных пар, а именно ns2, сильно локализована и по своим свойствам резко отличается от характеристик остальных электронных пар.
4 Большие расхождения с предсказаниями теории ОЭПВО наблюдаются для соединений с высокополярными связями, близкими к ионному типу. Так, молекула Li2O, относящаяся к типу АХ2Е2, имеет не угловую, а линейную форму. Последнее понятно из электростатических соображений, если представить Li2O в форме ионной структуры Li+02-Li+.
5 В теории ОЭПВО характеристики заместителей X фактически не принимаются во внимание. Кроме неправильных предсказаний для ионных соединений, это ведет к неточному предсказанию и для соединений, в которых X представляет собой π-сопряженную систему. Так, анионы АХ3Е типа C(CN)3-,C(NO2)3- имеют не ожидаемую
пирамидальную, а плоскую форму вследствие того, что последняя обеспечивает лучшие условия для включения неподеленной электронной пары в общую π-систему.
Несмотря на отмеченные недостатки, представления теории ОЭПВО исключительно полезны и при правильном применении достаточно надежны для объяснения и предсказания структурных характеристик молекул и ионов, образованных непереходными элементами в самых различных валентных состояниях. Теория ОЭПВО может служить примером простой и эффективной теоретической концепции, позволяющей предвидеть главные детали молекулярной структуры без проведения трудоемких расчетов.

## Размерыэлектронных облаковэлектронных пар

Строение ковалентной связи в модели жёстких сфер

В теории отталкивания электронных пар важное значение приобретают сведения об объёме электронных пар. Приближённая оценка объёмов электронных пар осуществляется с использованием модели жёстких сфер. Согласно этой модели, длина ковалентной связи d равна сумме радиусов двух атомных остовов и диаметра связывающей электронной пары:
d = rAостов + rBостов + 2re,
Где re — радиус связывающей электронной пары (рис)
Для гомоядерной двухатомной молекулы ковалентный радиус атома rков = ½ d, поэтому справедливо следующее соотношение:
rков = rостов + re или re = rков — rостов
Из этого соотношения принято рассчитывать радиусы электронных пар большинства элементов, используя значения ковалентных радиусов и ионных радиусов, которые соответствуют размерам атомных остовов.

## Рекомендуемая литература
1. Гиллеспи Р. Геометрия молекул / Пер. с англ. Е. З. Засорина и В. С. Мастрюкова, под ред. Ю. А. Пентина. — М.: Мир, 1975. — 278 с.
2. Минкин В. И., Симкин Б. Я., Миняев Р. М. Теория строения молекул. — Ростов-на-Дону: Феникс, 1997. — С. 397—406. — ISBN 5-222-00106-7.
3. Modern Inorganic Chemistry W.L. Jolly ISBN 0-07-032760-2
4. VGS Box. Journal of Molecular Modeling, 1997, 3, 124—141.
5. https://www.jstor.org/pss/97507 N.V.Sidgwick and H.M.Powell, Proc.Roy.Soc.A 176, 153—180 (1940) Bakerian Lecture. Stereochemical Types and Valency Groups
6. R.J.Gillespie and R.S.Nyholm, Quart.Rev. 11, 339 (1957)
7. R.J.Gillespie, J.Chem.Educ. 47, 18(1970)
8. Baran, E (2000). «Mean amplitudes of vibration of the pentagonal pyramidal XeOF5− and IOF52− anions». Journal of Fluorine Chemistry 101: 61. doi:10.1016/S0022-1139(99)00194-3. edit
9. Models of molecular geometry, Gillespie R. J., Robinson E.A. Chem. Soc. Rev., 2005, 34, 396—407, doi: 10.1039/b405359c
10. Landis, C. K.; Cleveland, T.; Firman, T. K. Making sense of the shapes of simple metal hydrides. J. Am. Chem. Soc. 1995, 117, 1859—1860.
11. Landis, C. K.; Cleveland, T.; Firman, T. K. Structure of W(CH3)6. Science 1996, 272, 182—183.
12. Greenwood, Norman N.; Earnshaw, A. (1997), Chemistry of the Elements (2nd ed.), Oxford: Butterworth-Heinemann, ISBN 0-7506-3365-4
13. Core Distortions and Geometries of the Difluorides and Dihydrides of Ca, Sr, and Ba Bytheway I, Gillespie R.J, Tang T.H., Bader R.F. Inorganic Chemistry, 34,9, 2407—2414, 1995 doi:10.1021/ic00113a023
14. A spectroscopic determination of the bond length of the LiOLi molecule: Strong ionic bonding, D. Bellert, W. H. Breckenridge, J. Chem. Phys. 114, 2871 (2001); doi:10.1063/1.1349424
15. Wells A.F. (1984) Structural Inorganic Chemistry 5th edition Oxford Science Publications ISBN 0-19-855370-6
16. Catherine E. Housecroft, Alan G. Sharpe (2005), Inorganic Chemistry, Pearson Education, ISBN 0-13-039913-2